# Aeródromo del Campo del Ángel
El Aeródromo del Campo del Ángel (1913-1934) fue un campo de aviación militar situado al norte de Alcalá de Henares. Fue la segunda escuela militar de vuelo en España, después de la de Cuatro Vientos en Madrid.

## Antecedentes
En septiembre de 1909, el piloto Joan Oliver realizó el primer vuelo que surcó cielo español en Paterna. Y el primer vuelo entre dos ciudades españolas lo realizó el piloto civil francés Jean Mauvais, el 22 de octubre de 1910, entre Madrid y Alcalá de Henares. El mismo piloto, en un biplano Sommer de 50 caballos, realizó el primer vuelo entre Madrid y Guadalajara el 24 de noviembre de 1910.

## Historia
Dada la importancia, tanto civil como militar, que estaba tomando la aeronáutica y gracias a las gestiones del coronel Pedro Vives Vich, el 1 de septiembre de 1913 se inauguró el Aeródromo militar del Campo del Ángel como Escuela de Vuelos, situado junto a la carretera de Alcalá de Henares a Daganzo. Fue la segunda escuela militar de aviación creada en España. Su denominación se debe a que en la zona estuvo la ermita del Santo Ángel de la Guardia. Este aeródromo estaba situado estratégicamente entre el aeródromo de Cuatro Vientos en Madrid (primera escuela de vuelo militar) y el Servicio de Aerostación Militar de Guadalajara.
El aeródromo no contaba con una pista de aterrizaje asfaltada, como las conocemos hoy, sino con una amplia explanada de tierra, de unos 600 por 700 m, en la que la dirección del despegue variaba dependiendo del viento. El campo de aviación era lo suficientemente amplio para los antiguos aeroplanos de aquella época, ya que sólo precisaban de unos 300 m para despegar. El aeródromo era usado para adiestrar pilotos con militares procedentes del Ejército de Tierra y de la Armada, por entonces no se había creado el Ejército del Aire. Además, sus terrenos también se utilizaban como campo de instrucción y maniobras de los dos regimientos de caballería que estaban acantonados en Alcalá.
Hubo numerosos cursos de formación. Entre sus alumnos se formaron insignes pilotos como Joaquín Collar Serra.
Con el paso del tiempo el aeródromo se quedó pequeño, clausurándolo en 1934 para construir otro al noreste de Alcalá de Henares, el Aeródromo Barberán y Collar.
En la actualidad, la zona está totalmente urbanizada, constituyendo el barrio del Campo del Ángel. Los antiguos hangares se situarían, aproximadamente, donde hoy se ubica el colegio Antonio de Nebrija.

## Pilotos
Jefes Militares del Aeródromo del Campo del Ángel:
| Orden | Año de inicio | Nombre                           | Rango                   |
| ----- | ------------- | -------------------------------- | ----------------------- |
| 1     | 1913          | Alfonso Bayo de Lucía            | Capitán de Estado Mayor |
| 2     | 1918          | Antonio Domínguez Olarte         | Capitán                 |
| 3     | 1919          | Francisco Bustamante de la Rocha |                         |
| 4     | 1920          | Luis Palanca Martínez-Fortún     |                         |
| 5     | 1922          | José Legorburu Domínguez         |                         |
| 6     | 1931          | Ignacio Hidalgo de Cisneros      |                         |
| 7     | 1932          | José María Ibarra Montis         |                         |

Pilotos formados en la Escuela Militar de Vuelo:
- Andrés García Calle
- Joaquín Collar Serra
- Leocadio Mendiola Núñez
- Mariano Barberán

## Aviones
A lo largo de los años se fueron incorporando y renovando los aviones que utilizaban en la Escuela Militar de Vuelo del Aeródromo del Campo del Ángel:
- 1913: Maurice Farman MF.7 (denominados “aceituna” por su forma y color) Motor DDB de 80cv -  Escoriza
- 1920: Avro 504K (motor de 80 o 100cv)
- 1921: De Havilland Airco DH.6
- 1922: Ansaldo 300
- 1932: De Havilland DH.9
- 1933: De Havilland DH.82 Tiger Moth; Loring R-III

## Reconocimiento
En la actualidad no quedan restos materiales del Aeródromo del Campo del Ángel, su espacio lo cubre un barrio residencial. Por eso, como monumento para el recuerdo, el Ayuntamiento de Alcalá solicitó al Ministerio de Defensa un avión cazabombardero Phantom F-4 de los que se encuentran en desuso en la Base Aérea de Torrejón de Ardoz para ser colocado en una rotonda de la Avenida de Daganzo, pero no se materializó.